# فرودگاه بین‌المللی هریسبرگ
فرودگاه بین‌المللی هریسبرگ (به انگلیسی: Harrisburg International Airport) یک فرودگاه همگانی بهره‌برداری هوایی با کد یاتا MDT است که یک باند فرود آسفالت دارد و طول باند آن ۳۰۴۸ متر است. این فرودگاه در شهر هریسبورگ کشور ایالات متحده آمریکا قرار دارد و در ارتفاع ۹۴ متری از سطح دریا واقع شده‌است.

## شرکت‌های هواپیمایی و مقصدهای پروازی

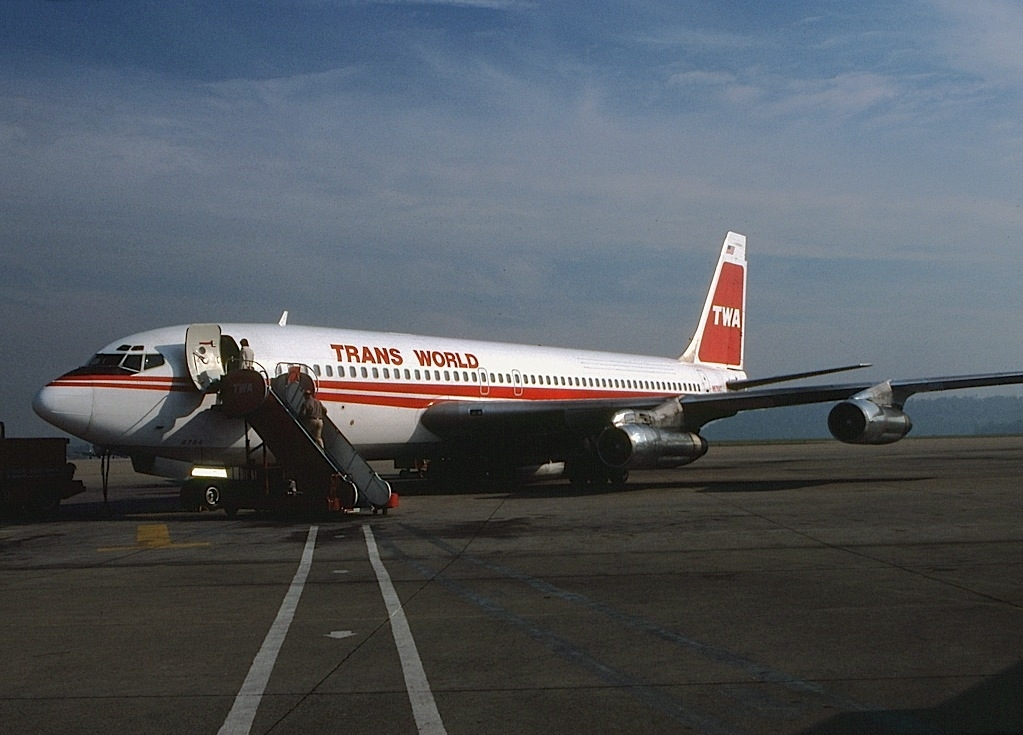
A Trans World Airlines or (TWA) بوئینگ ۷۰۷ in October 1981

| شرکت‌های هواپیمایی        | مقصدهای پروازی                                                       | Refs  |
| ------------------------ | -------------------------------------------------------------------- | ----- |
| Air Canada Express       | پیرسون تورنتو                                                        | [ ۱ ] |
| الیجنت ایر               | اورلندو سنفورد، شهرستان شارلوت، سن پترزبورگ-کلیرواتر فصلی: میرتل بیچ | [ ۲ ] |
| امریکن ایرلاینز          | شارلوت داگلاس                                                        | [ ۳ ] |
| امریکن ایگل              | لوگان، شارلوت داگلاس، اوهر شیکاگو، فیلادلفیا                         | [ ۳ ] |
| دلتا ایرلاینز            | هارتسفیلد-جکسون آتلانتا فصلی: متروپولیتن شهرستان وین دیترویت         | [ ۴ ] |
| دلتا کانکشن              | متروپولیتن شهرستان وین دیترویت فصلی: هارتسفیلد-جکسون آتلانتا         | [ ۴ ] |
| Southern Airways Express | پیتسبورگ                                                             | [ ۵ ] |
| یونایتد ایرلاینز         | اوهر شیکاگو                                                          | [ ۶ ] |
| یونایتد اکسپرس           | اوهر شیکاگو، دالس واشینگتن                                           | [ ۶ ] |